# Varroa jacobsoni
Varroa jacobsoni je grinja pronađena na azijskoj pčeli (Apis cerana) na otoku Java te se donedavno smatralo da je to ista vrsta kao varroa destructor (Anderson i Trueman, 2000). Za razliku od varroe destructor ,varroa jacobsoni je ograničen samo na azijsku pčelu (Apis verana) kao jedinog domaćina. 
Samo su dva tipa u skupini nametnika prešli na europsku medonosnu pčelu i kasnije se proširili po cijelom svijetu. Oba tipa pripadaju varroi destructor. Varroa jacobsoni se razlikuje po organima za reprodukciju i njihovim odlikama te u strukturi DNK (mtDNK). Varroa jacobsoni je manja od varroe destructor. Varroa jacobsoni za razliku od varroe destructor ne nanosi prevelike štete pčelama, a i manja je prema građi.

## Poveznice
- pčelarstvo
- Varroa
- Varroa destructor
- Varroa rinderreri
- Varroa underwoodi
- pčela
- grinja